# جان موردانت
جان موردانت (انگلیسی: John Mordaunt؛ ۱۶۹۷ – ۲۳ اکتبر ۱۷۸۰ (۸۲−۸۳ سال)) فرد نظامی اهل پادشاهی بریتانیای کبیر بود. وی همچنین برندهٔ جوایزی همچون نشان حمام شده‌است.